# LP Underground X: Demos
LP Underground X: Demos è il dodicesimo EP del gruppo musicale statunitense Linkin Park, pubblicato il 4 novembre 2010 dalla Machine Shop Recordings.

## Descrizione
Decimo EP pubblicato dal fan club ufficiale del gruppo, LP Underground, LP Underground X: Demos contiene otto demo mai pubblicate in precedenza dal gruppo, tra cui una prima versione strumentale del brano Points of Authority (presente nel primo album in studio Hybrid Theory), con l'aggiunta di un remix di What I've Done realizzato dal rapper Mike Shinoda ed originariamente pubblicato come b-side del singolo Bleed It Out e del brano Pretend to Be, pubblicato inizialmente nella raccolta A Decade Underground.

## Tracce
Testi e musiche dei Linkin Park.
1. Unfortunate (Unreleased Demo 2002) – 2:06
2. What We Don't Know (Unreleased Demo 2007) – 3:39
3. Oh No (Points of Authority Demo) – 2:05
4. I Have Not Begun (Unreleased Demo 2009) – 3:06
5. Pale (Unreleased Demo 2006) – 5:00
6. Pretend to Be (Unreleased Demo 2008) – 3:56
7. Divided (Unreleased Demo 2005) – 3:39
8. What I've Done (M. Shinoda Remix) – 3:40
9. Coal (Unreleased Demo 1997) – 3:38
10. Halo (Unreleased Demo 2002) – 3:42

## Formazione
Hanno partecipato alle registrazioni, secondo le note di copertina:
Gruppo
- Chester Bennington – voce (tracce 2, 6 e 8)
- Mike Shinoda – rapping (traccia 4), cori (tracce 2 e 6), chitarra, pianoforte, tastiera, campionatore
- Brad Delson – chitarra
- Phoenix – basso
- Rob Bourdon – batteria
- Joe Hahn – giradischi, campionatore

Produzione
- Don Gilmore – produzione (tracce 1 e 10)
- Linkin Park – produzione (tracce 1 e 10)
- Rick Rubin – produzione (tracce 2, 4, 5, 6 e 7)
- Mike Shinoda – produzione (tracce 2, 4, 5, 6, 7 e 9), remix (traccia 8)
- Mike Bozzi – mastering